# 菅沼定氏
菅沼 定氏（すがぬま さだうじ）は、戦国時代の武将。

## 略歴
松平氏（徳川氏）に仕え、各地を転戦。徳川家康の代には今川氏との戦いに活躍し、新城城・田峰城の城代を務めた。今川氏滅亡後、武田氏に従属する一門が多い中、徳川氏に留まった。元亀3年（1572年）三方ヶ原の戦いに従軍し、その功績で長谷部国重の脇差と三河国内に所領を与えられた。